# WCW International World Heavyweight Championship
Le World Championship Wrestling (WCW) International World Heavyweight Championship était un championnat qui prenait la place du NWA World Heavyweight Championship quand la World Championship Wrestling se séparait de la National Wrestling Alliance en 1993. Le nom WCW International référait à une partie internationale assez fictive de la World Championship Wrestling, cette ceinture était considérée comme son World Heavyweight Championship. Le WCW International World Heavyweight Championship finissait par être unifié avec le WCW World Heavyweight Championship.  

## Histoire

### Turner achète la WCW
En 1988, le géant des médias Ted Turner rachetait la Jim Crockett Promotions du membre de la NWA, Jim Crockett.  Crockett a organisé des shows sous le nom Georgia Championship Wrestling (et plus tard World Championship Wrestling) qui étaient diffusés sur la chaîne de Turner, TBS. Comme la fédération était en pleine crise financière, Turner l'a rachetée pour conserver l'une des meilleures audiences sur sa chaîne.
Ric Flair était déclaré le premier WCW World Heavyweight Champion le 11 janvier 1991 après avoir battu Sting pour le NWA World Heavyweight Championship. Bien que la WCW restait un membre de la NWA et que la ceinture remise à Flair faisait de lui un NWA World Champion reconnu, la WCW le considérait comme "leur" titre mondial, et l'organisation affirmait la séparation avec la NWA Championship. Il est important de se rappeler que la WCW et NWA étaient deux organisations différentes sur le papier (bien qu'ils reconnaissaient le même champion du monde).

### La controverse de Ric Flair
En juillet 1991, Ric Flair était viré de la WCW après plusieurs disputes avec le Vice-Président Exécutif Jim Herd. Bien que Flair s'est vu retiré le titre WCW, il l'a ramenait avec lui chez la rivale, la World Wrestling Federation, depuis que la WCW ne lui a pas retourné ses 25 000$ de dédommagement. Flair apparaissait avec la ceinture dans les programmes de la WWF et se déclarait lui-même comme "le vrai Champion du Monde". Flair restait reconnu champion NWA peu de temps après son départ de la WCW, malgré le fait que la WCW lui avait retiré le titre, préparant ainsi la séparation des deux titres.

### Séparation des titres
La WCW créait un nouveau titre pour représenter le WCW World Heavyweight Championship, qui était gagné par Lex Luger en juillet. Bien que Luger était le WCW World Champion, la NWA continuait de reconnaître Flair comme champion jusqu'en septembre, quand il se l'est fait retirer pour avoir signé avec la WWF. Flair redonnait la ceinture quand il a touché sa garantie. 
En 1992, la NWA autorisait la New Japan Pro Wrestling à utiliser son G1 Climax pour couronner un nouveau champion de la NWA. Masahiro Chono remportait le tournoi et la ceinture.

### La WCW quitte la NWA
En août 1993, après que les plans de la victoire de "Ravishing" Rick Rude pour le NWA World Heavyweight Championship de Ric Flair étaient révélés à la suite des résultats des enregistrements de la WCW aux Studios Disney, la NWA montrait du doigt le brisage de kayfabe et le refus de la WCW de permettre au champion de la NWA de défendre le titre dans une fédération membre de la NWA. La WCW choisissait de quitter la NWA en septembre. Depuis que la WCW détient la "[Big Gold Belt" qui a représenté le titre NWA pour longtemps, la WCW permettait à Rude de conserver la ceinture. La ceinture était défendue pour une courte période sous le nom "The Big Gold Belt", pour être plus tard renommée "WCW International World Heavyweight Championship". Pour donner de la légitimité à la Big Gold Belt, la WCW inventait le terme "WCW International". La WCW International était dirigée par un cabinet séparé de dirigeants (appelé le WCW International Board of Directors) qui garantissait la légitimité du titre.
Ce nouveau championnat, aux côtés du "propre" WCW World Title, étaient regardés comme les ceintures les plus importantes et étaient défendus de cette manière. Aucune mention de cette ceinture n'a été faite avant l'accrochage avec la NWA. 
Rude perdait le WCW International title contre Hiroshi Hase dans un match à la New Japan Pro Wrestling début 1994, mais récupérait la ceinture la semaine suivante. Le court règne de Hase faisait penser à celui pour le titre NWA de Giant Baba dans les années 1970 ou encore à ceux de Chono et Muta en 1992-93.

### Unification des titres
Sting remportait finalement le titre WCW International de Rick Rude, seulement pour le reperdre contre Rude. Rude s'est fait retirer le titre pour avoir triché pendant le match et les officiels de la WCW redonnaient le titre à Sting. Sting refusait et disait qu'il voulait gagner le titre sur le ring contre Vader, contre qui Rick Rude devait à l'origine défendre son titre. Il battait Big Van Vader à Slamboree 1994 pour remporter le titre vacant. Ric Flair possédait le titre "normal" de champion de la WCW et il était décidé que les deux titres seraient unifiés. Sting et Flair se faisaient face à Clash of the Champions XXVII avec la victoire de Flair dans le match qui unifiait les deux ceintures, celle du WCW International étant désormais utilisée pour représenter le titre de champion du Monde unifié de la WCW.

## Liste des champions
| Catcheur                             | Fois | Date              | Lieu             | Notes |
| ------------------------------------ | ---- | ----------------- | ---------------- | --- |
| Ric Flair                            | 1    | 18 juillet 1993   | Biloxi, MS       | A battu Barry Windham pour remporter le NWA World Heavyweight Championship; reconnaissance abandonnée par le NWA en 09/93 quand la WCW se séparait de la NWA. Flair continuait d'être reconnu "World Heavyweight Champion" par la WCW; la NWA organisait un tournoi pour son titre en 1994 (qui était gagné par Shane Douglas.) |
| Rick Rude                            | 1    | 19 septembre 1993 | Houston, TX      | La ceinture était défendue pour une courte période sous l'appellation « The Big Gold Belt », et ensuite « WCW International World Heavyweight Championship » |
| Hiroshi Hase                         | 1    | 16 mars 1994      | Tokyo, Japon     | |
| Rick Rude                            | 2    | 24 mars 1994      | Kyoto, Japon     | |
| Sting                                | 1    | 17 avril 1994     | Rosemont, IL     | |
| Rick Rude                            | 3    | 1er mai 1994      | Fukuoka, Japon   | |
| Retiré                               |      | 1er mai 1994      | Philadelphie, PA | |
| Sting                                | 2    | 22 mai 1994       | Philadelphie, PA | |
| Ric Flair                            | 2    | 23 juin 1994      | Charleston, SC   | |
| Titre unifié avec le WCW World Title |      | 23 juin 1994      | Titre retiré     | |